# Isla Lagotellerie
La isla Lagotellerie es una isla ubicada frente a la costa oeste de la costa Fallières de la península Antártica, Antártida.

## Geografía
Tiene 1,9 kilómetros de largo y 288 metros de altura. Se sitúa a 3,7 kilómetros de la isla Herradura en la bahía Margarita, y en la entrada del fiordo Bourgeois entre la isla Pourquoi Pas y la punta Campamento. En verano está libre de hielos, destacándose por su color oscuro.

## Historia y toponimia
Fue descubierto y nombrado por la Cuarta Expedición Antártica Francesa al mando de Jean-Baptiste Charcot entre 1908 y 1910. Posiblemente el nombre se debe a alguien que aportó económicamente para la expedición. La isla fue cartografiada por la Expedición Británica a la Tierra de Graham entre 1936 y 1937. Luego fue inspeccionada por el British Antarctic Survey en septiembre de 1948.

## Zona Antártica Especialmente Protegida

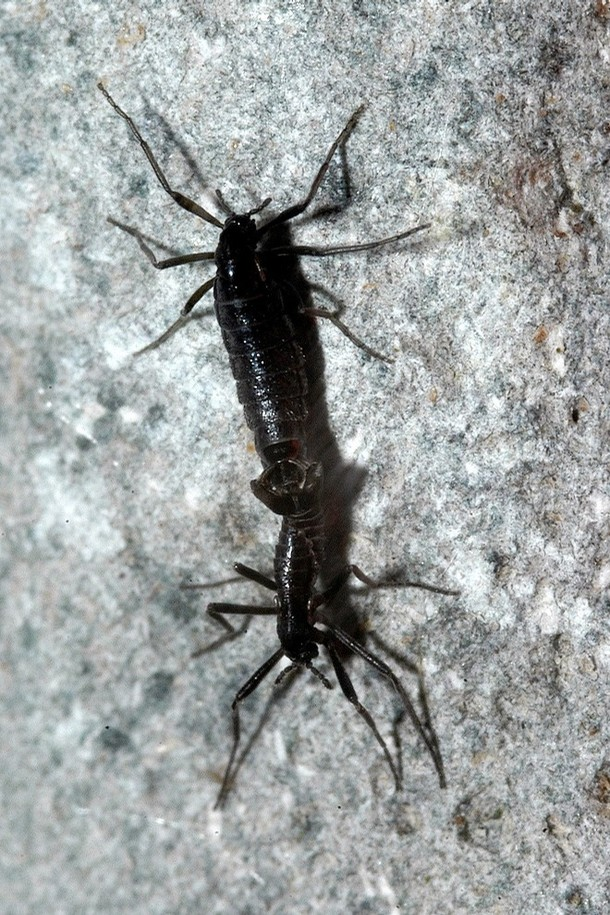
Belgica antarctica.

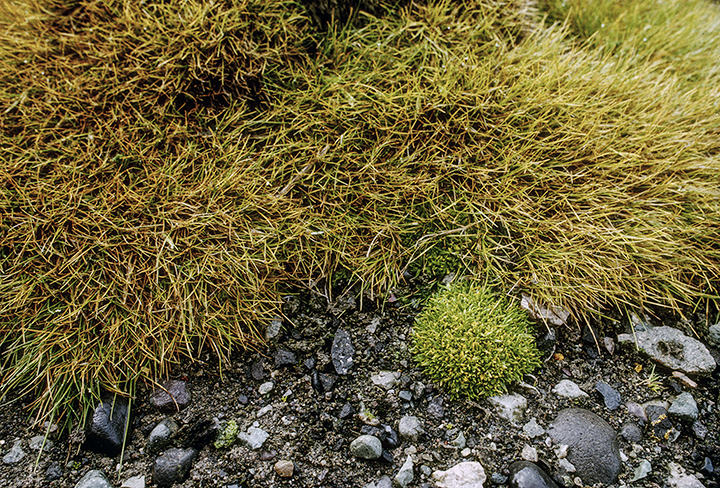
Pasto antártico y clavel antártico.

La isla de 158 hectáreas ha sido designada Zona Antártica Especialmente Protegida (ZAEP número 115) debido a su flora y fauna relativamente diversas, que es típica de la región de la península Antártica. La vegetación se compone de abundantes ejemplares de las únicas dos plantas con flores del continente, el pasto antártico (Deschampsia antarctica) y la perla antártica (Colobanthus quitensis), así como comunidades bien desarrolladas de musgos y líquenes. La rica fauna de invertebrados incluye al insecto sin alas Belgica antarctica, siendo la isla uno de sus hábitats más australes. También hay colonias de pingüinos adelaida (Pygoscelis adeliae) y cormoranes imperiales (Leucocarbo atriceps).

## Reclamaciones territoriales
Argentina incluye la isla Lagotellerie en el departamento Antártida Argentina dentro de la provincia de Tierra del Fuego, Antártida e Islas del Atlántico Sur; para Chile forman parte de la comuna Antártica de la provincia Antártica Chilena dentro de la Región de Magallanes y de la Antártica Chilena; y para el Reino Unido integran el Territorio Antártico Británico. Las tres reclamaciones están sujetas a las disposiciones del Tratado Antártico.
Nomenclatura de los países reclamantes: 
- Argentina: isla Lagotellerie[6][7]
- Chile: isla Lagotellerie[3]
- Reino Unido: Lagotellerie Island[4]